# National Gallery of Victoria
La National Gallery of Victoria és un museu i galeria d'art de Melbourne, Austràlia. Fundada el 1861, és la galeria d'art més antiga i la més gran oberta al públic a Austràlia. La galeria principal està situada a Saint Kilda, un barri de Melbourne, amb una sucursal a la Plaça de la Federació, també a Melbourne.
Quan la galeria va començar a funcionar, Victoria era una colònia independent de tan sols deu anys, però en el camí de la febre de l'or, la colònia es va convertir ràpidament en la part més rica d'Austràlia. Amb les generoses donacions dels ciutadans rics, destacant principalment l'industrial Alfred Felton, es va fer possible que la National Gallery comprés una gran col·lecció d'obres de tot el món de mestres antics i contemporanis.

## Obres destacades
La galeria té prop de 63.000 obres d'art, entre les quals són dignes d'esment: Verge amb el Nen de Giovanni Toscani, Sagrada Família de Perino del Vaga, Retrat de Lluís XIII de França de Rubens, La confessió del Giaour (infidel) de Delacroix, Ulisses i les sirenes de John William Waterhouse o Dona nua llegint de Robert Delaunay.
També hi ha exemples de Claudio de Lorena, Mattia Preti, Johann Zoffany, Thomas Gainsborough, Gustave Vaig daurar, Alfred Sisley, Claude Monet, Giambattista Pittoni, Cézanne, David Hockney…